# Blue Box (Manga)
Blue Box (jap. アオのハコ Ao no Hako) ist eine Manga-Serie von Kōji Miura, die seit 2021 in Japan erscheint. Die Shōnen-Reihe erzählt von der Liebe zwischen einem Badminton-Spieler und einer Basketball-Spielerin an der Mittel- und Oberschule. Sie wurde in mehrere Sprachen übersetzt, darunter auch ins Deutsche. Seit 2024 erscheint eine Anime-Adaption.

## Handlung
An der für ihre sportlichen Erfolge bekannten Mittel- und Oberschule Eimei ist der 14-jährige Taiki Inomata im Badminton-Team. Da er immer früh morgens zum Training kommt, sieht er in der Sporthalle oft die Basketball-Spielerin Chinatsu Kano, die ein Jahr über ihm ist. Sie ist zielstrebig, fleißig und der Star ihres Teams und schnell hatte Taiki sich in sie verliebt. Taikis Teamkollege Kyo Kasahara, mit dem er als einziges darüber redet, sieht keine Zukunft in der Liebe seines Freundes, denn Chinatsu ist bei vielen an der Schule beliebt. Im Gegensatz dazu sei Taiki doch nur Mittelmaß. Dennoch gibt der nicht auf und freundet sich mit seinem Schwarm langsam an. Als dann Chinatsus Eltern für die Arbeit Japan verlassen müssen, fürchtet er sie zu verlieren. Doch Chinatsu hat sich selbst schon entschieden, bei einer Gastfamilie in Japan zu bleiben. Überraschend stellt sich Taikis Eltern als ihre Pflegeeltern heraus. Seine Mutter war mit Chinatsus Mutter zusammen in einer Schulmannschaft und sie sind noch immer befreundet. So lebt Taiki nun mit seinem Schwarm zusammen und will die Chance nutzen, eine Beziehung mit ihr aufzubauen. Gleichzeitig ist er von der plötzlichen Nähe zu ihr überfordert und weiß oft nicht, wie er sich verhalten soll.
Für die Mannschaften der beiden stehen bald die Qualifikationen für die nationalen Meisterschaften an. Da Chinatsus Team auf eine Teilnahme auf Landesebene aus ist, nimmt Taiki sich ebenfalls vor, die Qualifikation zu schaffen. Er will zeigen, dass er ihr würdig ist. Seine Anstrengungen werden von den anderen wahrgenommen. So auch Kengo Haryū, dem besten Spieler des Badminton-Klubs. Wegen seiner gesteigerten Leitung wird Taiki dann ausgewählt, mit Haryū im Doppel anzutreten. Der nimmt ihn im Training hart ran. Und ist mit Chinatsu sehr vertraut, sodass Taiki einen Konkurrenten fürchtet. Doch bald stellt sich heraus, dass Haryū bereits vergeben ist und Taiki auf seine Art fördern will. Er erkennt auch Taikis Liebe zu Chinatsu, zieht ihn gelegentlich damit auf, gibt ihm aber auch Unterstützung. Tatsächlich kommen Taiki und Chinatsu sich langsam näher und machen sogar gemeinsame Ausflüge. Chinatsu scheint Taiki ebenfalls zu mögen, aber beide sind verunsichert, wie weit sie in ihrer Situation gehen können. Außer ihren engsten Freunden gegenüber halten sie an der Schule geheim, dass sie zusammen wohnen. Doch durch Zufall erfährt Hina Chōno davon, die schon viele Jahre mit Taiki befreundet ist. Wie die beiden anderen ist sie in einem Sportklub aktiv und in der rhythmischen Sportgymnastik sehr erfolgreich. Während sie sich ihm gegenüber bis dahin freundschaftlich und oft albern verhalten hat, bemerkt sie durch die neue Situation erstmals andere Gefühle für Taiki. Nach einiger Zeit und vieler Überlegung überwindet sich Hina und gesteht Taiki ihre Liebe. Der will sie nicht zurückweisen und die Freundschaft erhalten. Hina genügt zunächst, dass er von ihren Gefühlen weiß. Von Taikis Liebe zu Chinatsu hat sie auch erfahren, hofft aber, dass er sich schließlich doch für sie entscheidet. Währenddessen bemerkt auch Chinatsu, dass zwischen Taiki und Hina mehr als nur Freundschaft sein könnte, wird in ihren eigenen Gefühlen verunsichert und geht einige Zeit auf Distanz zu Taiki.
Bei den Qualifikationen für die Landesmeisterschaft kommt Taiki trotz aller Mühen nicht gegen die älteren Spieler an. Er verliert gegen Shūji Yusa von einer konkurrierenden Schule. Haryū verliert nur gegen seinen Langzeitrivalen Shōta Hyōdō, einem Teamkameraden von Yusa. Hina und Chinatsu wiederum können sich für ihre jeweiligen Landesmeisterschaften qualifizieren. So muss sich Taiki zunächst aufraffen, trotz des Misserfolgs weiter an sich zu arbeiten und sich nun auf das nächste Jahr vorzubereiten, während die anderen für die Meisterschaft trainieren. Als Taiki krank wird, kümmert sich Chinatsu um ihn. Die Nähe ist beiden dann doch unangenehm, stärkt schließlich aber doch ihre Bindung. Als dann die Landesmeisterschaften anstehen, können alle von der Eimei zwar gute Ergebnisse erzielen, aber stehen nicht an der Spitze. Chinatsu wird danach von Taiki aufgemuntert. Als dann das neue Schuljahr anbricht, richten sich die Anstrengungen aller zunächst auf die Vorbereitungen für das Kulturfest, sodass alles andere in den Hintergrund tritt. Beim Fest muss Taiki dann als Prinz in der Aufführung von „Schneewittchen“ einspringen, mit Hina als Prinzessin. Auch wenn diese den Kuss, den sie sich von Taiki gewünscht hätte, auch auf der Bühne nicht bekommt, gehen danach Gerüchte über die beiden um. Auch Taikis Verhältnis zu Chinatsu wird davon belastet. Gegenüber Karen Moriya – der Freundin von Haryū, die auch Chinatsu schon lange kennt – spricht sie erstmals darüber, sich in Taiki verliebt zu haben. Aber kurz darauf tritt Karens kleine Schwester Ayame Moriya in den Badmintonklub als Managerin ein. Das lebhafte Mädchen hatte schon viele, kurzlebige Beziehungen und hat es nun auf Yusa abgesehen. Doch einmal im Klub bemerkt sie Hinas Liebe zu Taiki und glaubt auch, dass Chinatsu in einen anderen Basketballspieler verliebt ist. Sie will den Beziehungen auf die Sprünge helfen. Als die Sportklubs dann in einem gemeinsamen Trainingscamp sind, gibt sie Hina die Gelegenheit, erneut Taiki die Liebe zu gestehen. Der aber will die komplexe Situation mit ihr und Chinatsu beenden und weist sie deutlich zurück. Hina weint sich bei Ayame aus, die ihre Einmischung bereut, aber Hina weiter beistehen will.

## Veröffentlichung
Die Idee zur Serie wurde erstmals in Form einer Kurzgeschichte im Magazin Shūkan Shōnen Jump vom 3. August 2020 veröffentlicht. Die Serie startete dann am 12. April 2021 im gleichen Magazin. Dessen Verlag Shūeisha bringt die Kapitel auch gesammelt in bisher 21 Bänden heraus (Stand Juli 2025).
Eine deutsche Fassung wird seit Mai 2023 in bisher 14 Bänden von Carlsen Manga veröffentlicht (Stand Juni 2025). Die Übersetzung stammt von Antje Bockel. Viz Media bringt eine englische Fassung heraus, die auch online auf der Plattform Manga Plus erscheint. Auf Italienisch wird der Manga von Edizioni Star Comics herausgegeben und in Indonesien von Elex Media.
| Band | Japanisch        | Japanisch              | Deutsch          | Deutsch                |
| Band | Veröffentlichung | ISBN                   | Veröffentlichung | ISBN                   |
| ---- | ---------------- | ---------------------- | ---------------- | ---------------------- |
| 01   | 4. Aug. 2021     | ISBN 978-4-08-882731-5 | 2. Mai 2023      | ISBN 978-3-551-01554-9 |
| 02   | 4. Okt. 2021     | ISBN 978-4-08-882794-0 | 27. Juni 2023    | ISBN 978-3-551-01555-6 |
| 03   | 4. Jan. 2022     | ISBN 978-4-08-883007-0 | 29. Aug. 2023    | ISBN 978-3-551-01556-3 |
| 04   | 4. März 2022     | ISBN 978-4-08-883063-6 | 24. Okt. 2023    | ISBN 978-3-551-01557-0 |
| 05   | 3. Juni 2022     | ISBN 978-4-08-883149-7 | 9. Jan. 2024     | ISBN 978-3-551-01558-7 |
| 06   | 4. Aug. 2022     | ISBN 978-4-08-883192-3 | 27. Feb. 2024    | ISBN 978-3-551-01559-4 |
| 07   | 4. Okt. 2022     | ISBN 978-4-08-883259-3 | 30. Apr. 2024    | ISBN 978-3-551-01560-0 |
| 08   | 2. Dez. 2022     | ISBN 978-4-08-883389-7 | 2. Juli 2024     | ISBN 978-3-551-79964-7 |
| 09   | 3. Feb. 2023     | ISBN 978-4-08-883433-7 | 27. Aug. 2024    | ISBN 978-3-551-79965-4 |
| 10   | 2. Mai 2023      | ISBN 978-4-08-883539-6 | 22. Okt. 2024    | ISBN 978-3-551-79966-1 |
| 11   | 4. Aug. 2023     | ISBN 978-4-08-883591-4 | 9. Jan. 2025     | ISBN 978-3-551-80158-6 |
| 12   | 4. Okt. 2023     | ISBN 978-4-08-883690-4 | 25. Feb. 2025    | ISBN 978-3-551-80159-3 |
| 13   | 4. Dez. 2023     | ISBN 978-4-08-883790-1 | 30. Apr. 2025    | ISBN 978-3-551-80541-6 |
| 14   | 4. März 2024     | ISBN 978-4-08-883848-9 | 1. Juli 2025     | ISBN 978-3-551-80542-3 |
| 15   | 4. Juni 2024     | ISBN 978-4-08-884041-3 |                  |                        |
| 16   | 2. Aug. 2024     | ISBN 978-4-08-884133-5 |                  |                        |
| 17   | 4. Okt. 2024     | ISBN 978-4-08-884207-3 |                  |                        |
| 18   | 4. Dez. 2024     | ISBN 978-4-08-884383-4 |                  |                        |
| 19   | 4. März 2025     | ISBN 978-4-08-884410-7 |                  |                        |
| 20   | 2. Mai 2025      | ISBN 978-4-08-884510-4 |                  |                        |
| 21   | 4. Juli 2025     | ISBN 978-4-08-884564-7 |                  |                        |

## Anime-Adaption
Im November 2023 wurde in der Shūkan Shōnen Jump eine Anime-Adaption der Serie angekündigt. Die Serie entstand bei TMS Entertainment unter der Regie von Yūichirō Yano. Die Drehbücher schrieb Yūko Kakihara. Für das Charakterdesign war Miho Tanino verantwortlich und die künstlerische Leitung lag bei Ōnoo Fujii, während für die Kameraführung Yūki Kawashita verantwortlich war. Tonregie führte Jin Aketagawa. Die Produzenten waren Junichirō Tanaka, Takahiro Ishiyama, Takehito Inoue und Takuma Kishida.
Die Serie lief vom 3. Oktober 2024 bis 27. März 2025 in 25 Folgen im japanischen Fernsehen bei TBS. Mit Ausstrahlung der letzten Episode der ersten Staffel wurde eine zweite Staffel angekündigt.

### Synchronisation
Die deutsche Synchronfassung entstand bei VSI Synchron unter der Regie von Frank Schröder. Die Dialogbücher schrieben René Chopin und Frank Schröder.
| Rolle         | japanische Stimme (Seiyū) | deutsche Stimme   |
| ------------- | ------------------------- | ----------------- |
| Taiki Inomata | Shōya Chiba               | Tom Raczko        |
| Chinatsu Kano | Reina Ueda                | Sabrina Schwarz   |
| Hina Chōno    | Asaki Yuikawa             | Julia Bautz       |
| Kyō Kasahara  | Chiaki Kobayashi          | Dirk Petrick      |
| Kengo Haryū   | Yūma Uchida               | Konrad Bösherz    |
| Ayame Moriya  | Kana Ichinose             | Enya-Maria Stewen |

### Musik
Die Musik der Serie wurde komponiert von Takashi Ōmama. Die Vorspannlieder sind Same Blue von Official Hige Dandism und Goodbye von Macaroni Enpitsu. Für die beiden Abspanne verwendete man die Lieder Teenage Blue von Eve und Contrast von TOMOO.

## Rezeption
2021 wurde die Serie in Japan für den Manga Taishō in der Kategorie „Bester gedruckter Manga“ nominiert und landete auf Platz 8. Der erste Sammelband, der im gleichen Jahr herauskam, verkaufte sich in der ersten Woche über 170.000 Mal. Der Anime gewann bei den Crunchyroll Anime Awards 2025 den Preis für die „Beste Romanze“.
Die Geschichte vermittele, so Jean-Marie Magro im BR, eine gesunde Liebesbeziehung, in der die Partner eigenständig handeln und nicht voneinander abhängig sind. „Der Zeichenstil […] ist weich und liebevoll, die Körper nicht überzeichnet. Eher das Gegenteil ist der Fall.“